# Remparts de Falaise
Les remparts de Falaise sont un ensemble fortifié datant de la période médiévale. D'une longueur de près de deux kilomètres, cet ouvrage maçonné a pour but de protéger la ville de Falaise, dans l'actuel département du Calvados.

## Historique
La date exacte de la construction du premier rempart est aujourd'hui inconnue. On sait toutefois qu'Henri Ier Beauclerc fait fortifier la ville au début du XIIe siècle (1123).

## Description
L'enceinte urbaine se présente sous la forme d'une étroite ellipse de 250 à 900 mètres, qui atteint deux kilomètres de longueur et est épaulée d'une cinquantaine de tours circulaires et percée de six portes, dont deux sont conservées.
La « promenade des remparts » peut s'effectuer par la rue intra-muros du Camp-Fermé en passant près de la porte Philippe-Jean et celle des Cordeliers ou porte Ogise, flanquée d'une tour cylindrique pratiquement intacte (classée). Après avoir emprunté les rues Gambetta et Sergent-Goubin, on atteint la porte Le Comte (inscrite), dont il subsiste les vestiges des tours de flanquement à la pointe nord-est de l'enceinte, près de l'église Saint-Gervais. Le retour se fera par la rue Victor-Hugo et celle de l'Amiral-Courbet (intra-muros). Cette partie renforcée vers le milieu du XVe siècle par les Anglais était ouvert par la poterne Marescot, dont il subsiste la trace d'une tour de flanquement (rue Georges-Clemenceau) et la porte Bocey (rue Paul-Doumer). la cinquième porte dite du Château, place du Docteur-Cailloue, desservait ce dernier.

## Protection
Au titre des monuments historiques :
- les restes de la porte Lecomte sont inscrits par arrêté du 31 mai 1927 ;
- la porte des Cordeliers est classée par arrêté du 13 mars 1930 ;
- les vestiges de l'enceinte fortifiée : de la porte du Château à la porte de Guibray : rue Porte-du-Château, rue Blâcher. De la porte Guibray à la porte Marescot : rue Amiral-Courbet. De la porte Marescot à la porte Lecomte : rue Georges-Clémenceau, rue Victor-Hugo, rue du Sergent-Goubin. De la porte Lecomte à la route de Caen : rue du Sergent-Goubin, rue Gambetta. De la route de Caen à la porte Philippe-Jean : rue Frédéric-Gaberon, rue des Cordeliers, rue du Camp-Ferme. De la porte Philippe-Jean au château : place Guillaume-le-Conquérant et rue de la Porte-Philippe-Jean, place Guillaume-le-Conquérant sont inscrits par arrêté du 19 juin 1951.